# Chyna Doll
Ne doit pas être confondu avec China Doll.
Albums de Foxy Brown
Ill Na Na
(1996) Broken Silence
(2001)
Singles
1. Hot Spot
Sortie : 26 octobre 1998
2. I Can't
Sortie : 2 mars 1999

Chyna Doll est le deuxième album studio de Foxy Brown, sorti le 26 janvier 1999.
L'album s'est classé 1er au Billboard 200 et au Top R&B/Hip-Hop Albums et a été certifié disque de platine par la Recording Industry Association of America (RIAA) le 24 mars 1999.
En dépit de son succès commercial, l'opus a été éreinté par la critique en raison de son contenu sexuellement explicite.

## Liste des titres
| No  | Titre | Auteur | Contient un (des) sample(s) de                      | Durée |
| --- | --- | --- | --------------------------------------------------- | ----- |
| 1.  | The Birth of Foxy Brown (featuring Pam Grier – Produit par Foxy Brown)                                     | B. Bush, C. Clay, J. Peacock, R. Ayers, S. Garrett, T. Mosley                                               |                                                     | 1:28  |
| 2.  | Chyna Whyte (Produit par Robert « Shim » Kirkland)                                                         | R. Kirkland                                                                                                 | Walk on By d'Isaac Hayes                            | 3:02  |
| 3.  | My Life (Produit par Deric « D-Dot » Angelettie et Kanye West)                                             | D. Angelettie, J. Phillips, K. West, M. Phillips                                                            |                                                     | 4:28  |
| 4.  | Hot Spot (Produit par Irv Gotti et Lil' Rob)                                                               | I. Lorenzo, R. Mays                                                                                         |                                                     | 3:50  |
| 5.  | Dog & a Fox (featuring DMX – Produit par Swizz Beatz)                                                      | K. Dean, E. Simmons                                                                                         |                                                     | 2:57  |
| 6.  | J.O.B. (featuring Mýa – Produit par Charly « Shuga Bear » Charles)                                         | C. Charles, G. Guthrie                                                                                      | Ain't Nothin' Goin' on but the Rent de Gwen Guthrie | 3:42  |
| 7.  | Bomb Ass (featuring Tha Dogg Pound – Produit par Foxy Brown)                                               | C. Broadus, D. Arnaud, R. Brown                                                                             |                                                     | 0:59  |
| 8.  | I Can't (featuring Total – Produit par Tyrone Fyffe)                                                       | G. Michael, T. Fyffe                                                                                        | Everything She Wants de Wham!                       | 4:48  |
| 9.  | Bonnie & Clyde Part II (featuring Jay-Z – Produit par Tyrone Fyffe)                                        | A. Winbush, R. Moore, T. Fyffe                                                                              | Secret Rendezvous de René & Angela                  | 4:51  |
| 10. | 4-5-6 (featuring Beanie Siegel et Memphis Bleek – Produit par Bernard « Big Demy » Parker)                 | B. Parker                                                                                                   |                                                     | 5:01  |
| 11. | Ride (Down South) (featuring 8Ball & MJG, Juvenile et Too $hort – Produit par Mo-Suave' House Productions) | M. Goodwin, P. Smith, T. Grey                                                                               |                                                     | 5:41  |
| 12. | Can You Feel Me Baby (featuring Pretty Boy – Produit par Bernard « Big Demy » Parker)                      | G. Marchand                                                                                                 |                                                     | 3:49  |
| 13. | Baller Bitch (featuring Pretty Boy et Too $hort – Produit par D-Moet)                                      | G. Marchand                                                                                                 |                                                     | 3:49  |
| 14. | BWA (featuring Gangsta Boo et Mia X – Produit par Irv Gotti et Lil' Rob)                                   | A. Young, C. Wolf, D. Fekaris, E. Wright, I. Lorenzo, L. Patterson, N. Zesses, R. Mays, T. Curry, D. Nelson |                                                     | 3:26  |
| 15. | Tramp (Produit par Tyrone Fyffe)                                                                           | G. Roth, P. Lehman, T. Fyffe, V. Axelrod                                                                    | The Champ des Mohawks                               | 3:28  |
| 16. | Baby Mother (Produit par Foxy Brown)                                                                       | |                                                     | 1:26  |
| 17. | It's Hard Being Wifee (featuring Noreaga – Produit par Robert « Shim » Kirkland)                           | V. Santiago, R. Kirkland                                                                                    |                                                     | 4:45  |